# Kay Cannon
Kay Cannon, född 21 augusti 1974, är en amerikansk manusförfattare, producent, regissör och skådespelerska. Hon är bland annat känd för att ha skrivit Pitch Perfect-filmerna. Hon är även känd för sitt arbete som författare och producent för NBC-serien 30 Rock (2007–2012). Hon var också medverkande producent och författare för situationskomedi-serien New Girl (2012–2014) samt skapade serien Girlboss (2017) som visades på Netflix. Cannon regidebuterade med komedifilmen Blockers (2018).

## Bakgrund
Kay Cannon föddes den 21 augusti 1974. Hon växte upp i Custer Park, Illinois, och är det femte av sju syskon. Hon tog studenten på Reed-Custer High School i Braidwood, Illinois, och fick sin BA i teater och MA i pedagogik vid Lewis University i Romeoville.

## Karriär

### Skådespeleri
Cannon utbildade sig på The Second City, ImprovOlympic, och ComedySportz. Ett av hennes första jobb var på ComedySportz.[källa behövs]

## Familj
År 2004 gifte sig Cannon och Jason Sudeikis efter fem år tillsammans. De separerade år 2008 och skildes 2010.
Cannon och hennes andra make, komediförfattaren Eben Russell, fick en dotter, Evelyn Rose "Leni" Russell i oktober 2013.

## Filmografi

### Filmer
| År   | Film            | Regissör | Producent | Manusförfattare | Anteckningar                                    |
| ---- | --------------- | -------- | --------- | --------------- | ----------------------------------------------- |
| 2012 | Pitch Perfect   | Nej      | Nej       | Ja              |                                                 |
| 2015 | Pitch Perfect 2 | Nej      | Ja        | Ja              | Medverkande producent                           |
| 2017 | Pitch Perfect 3 | Nej      | Ja        | Ja              | Manusförfattare med Mike White och medproducent |
| 2018 | Blockers        | Ja       | Nej       | Nej             | Regidebut                                       |

### Television
| År   | Titel    | Krediteras som  | Krediteras som | Krediteras som | Krediteras som     | Anteckningar                         |
| År   | Titel    | Manusförfattare | Regissör       | Producent      | Exekutiv producent | Anteckningar                         |
| ---- | -------- | --------------- | -------------- | -------------- | ------------------ | ------------------------------------ |
| 2017 | Girlboss | Ja              | Nej            | Nej            | Ja                 | Skapare; manusförfattare (6 avsnitt) |